# Varnell (Géorgie)
Varnell est une ville américaine située dans le comté de Whitfield, en Géorgie. Selon le recensement de 2020, sa population est de 2 179 habitants.